# Messor abdelazizi
Messor abdelazizi är en myrart som beskrevs av Santschi 1921. Messor abdelazizi ingår i släktet Messor och familjen myror. Inga underarter finns listade i Catalogue of Life.